# Экваториальная Гвинея на Олимпийских играх
Экваториальная Гвинея дебютировала на летних Олимпийских играх 1984 года в Лос-Анджелесе и с тех пор участвовала во всех летних Играх. В зимних Олимпийских играх Экваториальная Гвинея участия ни разу не принимала.
Спортсмены Экваториальной Гвинеи никогда не завоёвывали олимпийских медалей. Одним из самых известных спортсменов из Экваториальной Гвинеи является Эрик Моуссамбани, который на Играх в Сиднее в 2000 году выиграл свой квалификационный заплыв на дистанции 100 метров вольным стилем, показав при этом крайне медленный результат для этой дистанции.
Национальный олимпийский комитет Экваториальной Гвинеи был образован в 1980 году и принят в МОК в 1984 году.

## Таблица медалей

### Летние Олимпийские игры
| Игры                | Спортсменов | Золото | Серебро | Бронза | Всего | Место |
| ------------------- | ----------- | ------ | ------- | ------ | ----- | ----- |
| 1984 Лос-Анджелес   | 4           | 0      | 0       | 0      | 0     | —     |
| 1988 Сеул           | 6           | 0      | 0       | 0      | 0     | -     |
| 1992 Барселона      | 7           | 0      | 0       | 0      | 0     | —     |
| 1996 Атланта        | 5           | 0      | 0       | 0      | 0     | —     |
| 2000 Сидней         | 4           | 0      | 0       | 0      | 0     | —     |
| 2004 Афины          | 2           | 0      | 0       | 0      | 0     | —     |
| 2008 Пекин          | 3           | 0      | 0       | 0      | 0     | —     |
| 2012 Лондон         | 2           | 0      | 0       | 0      | 0     | —     |
| 2016 Рио-де-Жанейро | 2           | 0      | 0       | 0      | 0     | —     |
| 2020 Токио          | 3           | 0      | 0       | 0      | 0     | —     |
| Итого               | Итого       | 0      | 0       | 0      | 0     |       |